# Саміт НАТО в Гаазі 2025 року
Гаазький саміт НАТО 2025 року — зустріч глав держав та урядів 32-х країн-членів Організації Північноатлантичного договору (НАТО), партнерських держав і представників Європейського союзу, яка відбулася в Гаазі в Нідерландах 24–25 червня 2025 року.
Це був перший саміт НАТО у Нідерландах і перший — за участю нового генерального секретаря НАТО Марка Рютте, колишнього прем'єр-міністра країни, що народився в Гаазі.
Ключовою темою саміту стало зобов'язання союзників збільшити видатки на оборону до 5 % від валового внутрішнього продукту (ВВП). Також обговорювалися питання безпеки Чорноморського регіону, стратегічної співпраці з партнерами в Індо-Тихоокеанському просторі та подальша підтримка України.
Нова Зеландія стала єдиною країною-партнером за межами євроатлантичного регіону, яка брала участь у заході.

## Передісторія
На Вільнюському саміті НАТО 2023 року було вирішено, що Нідерланди прийматимуть саміт 2025 року. Це стане першим випадком, коли саміт НАТО відбудеться в країні. Точну дату та місце проведення, Всесвітній форум у Гаазі, оголосив Генеральний секретар НАТО Єнс Столтенберг у травні 2024 року. Останньою великою дипломатичною конференцією, що проводилася в місті Гаага, був Саміт з ядерної безпеки 2014 року, і місто було обрано замість Роттердама, Апелдорна та Маастрихта.

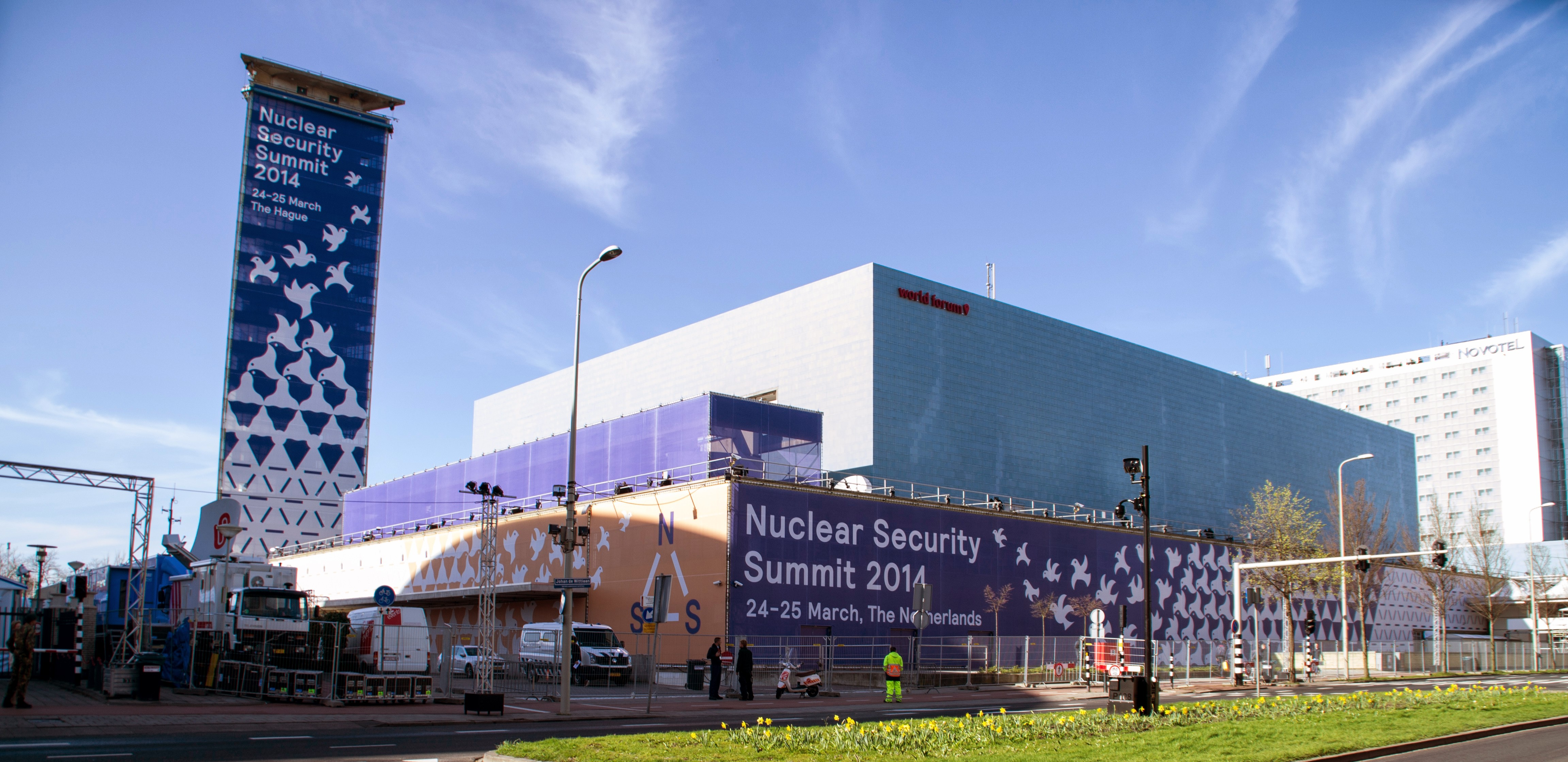
Всесвітній форум у Гаазі під час саміту з ядерної безпеки 2014 року

## Порядок денний
В рамках підготовки до майбутнього саміту кілька країн вже повідомили про те, що, на їхню думку, буде обговорюватися делегатами. Великобританія, Франція, Німеччина і країни Північної Європи сподівалися розробити багаторічний план з управління скороченнями фінансування в разі виходу США з НАТО. Згідно з цим планом, європейські країни будуть виділяти більше коштів організації, оскільки станом на 2025 рік частка США в оборонному бюджеті НАТО становить 65 %. За даними телеканалу Аль-Джазіра, НАТО мало запропонувати план, згідно з яким Європа і Канада мали збільшити запаси зброї та техніки на 30 %. Це буде зроблено на тлі поточної невизначеності щодо подальшої ролі США в НАТО.
На саміті НАТО також обговорять збільшення щорічних фінансових внесків членів на оборонні витрати. Напередодні саміту троє міністрів оборони країн Балтії обговорили необхідність збільшення внесків до НАТО. Під час цих обговорень міністр оборони Естонії Ханно Певкур заявив: «Країни Балтії вже збільшили свої витрати, і тепер ми [НАТО] повинні працювати разом, щоб зробити це розуміння чіткішим серед усіх союзників».
У рамках цих обговорень щодо внесків на оборону НАТО також розгляне цільовий відсоток ВВП для розподілу витрат на оборону. Нещодавно Сполучені Штати заявили про свою мету, згідно з якою кожна держава-член НАТО повинна вносити щонайменше 5 відсотків свого ВВП до оборонних бюджетів. Станом на 13 лютого 2025 року Польща відповіла на це прохання напередодні саміту в Гаазі, збільшивши свої витрати на оборону до 4,7 відсотка ВВП. Аналогічно, станом на 13 червня 2025 року тимчасовий кабінет міністрів Нідерландів вирішив збільшити оборонний бюджет до 3,5 % валового внутрішнього продукту. Крім того, вони мають намір витрачати 1,5 % ВВП на питання, що стосуються оборони, за допомогою чого Нідерланди прагнуть виконати вимогу у 5 %. У своїй першій промові як новий Генеральний секретар НАТО Марк Рютте заявив, що організація повинна «перейти до менталітету військового часу та значно збільшити наше оборонне виробництво та витрати на оборону».
Згідно з повідомленням Reuters, у підготовленому тексті заяви саміту, узгодженої урядами країн НАТО, йдеться: «Ми підтверджуємо нашу непохитну відданість колективній обороні, закріплену у статті 5 Вашингтонського договору, що напад на одного є нападом на всіх».

## Заходи безпеки
Міністерство оборони Нідерландів розпочало операцію «Помаранчевий щит», яка передбачала масштабне розгортання поліцейських, військових та спеціалізованих підрозділів. Частиною операції також було посилене морське патрулювання поблизу прибережних районів для запобігання морським загрозам. Повітряне спостереження включало розгортання бойових літаків (F35), бойових гелікоптерів та безпілотників для моніторингу повітряного простору.
Гаага запровадила жорсткі заходи, включаючи спостереження за допомогою дронів, блокпости та посилений контроль поліції для захисту учасників протестів під час очікуваних. Деякі частини Гааги, зокрема навколо Всесвітнього форуму (головного місця проведення саміту), були перекриті блокпостами та обмеженим доступом.
Національна поліція Нідерландів оголосила про плани розгорнути 27 000 співробітників — майже половину своєї загальної чисельності — для проведення операції з безпеки, яка стане найбільшою в її історії. Ресурси будуть зосереджені навколо Гааги, амстердамського аеропорту Схіпхол та сполучного маршруту.

## Вплив місцевих подій
Вулиця Йохана де Віттлана, вздовж якої розташований Всесвітній форум, буде закрита на чотири місяці. Через проблеми з пропускною здатністю на вулиці було встановлено тимчасові споруди, для чого прибрали дерева та світлофори. Зовнішній вигляд Всесвітнього форуму було перефарбовано, а сидіння та освітлення в головній аудиторії замінено.
За оцінками міністра закордонних справ Ганке Брюїнс Слот, захід збере 8500 учасників, з яких 6000 — члени делегації, а його вартість становитиме 95 мільйонів євро. Більшу частину цієї суми покриє національний уряд, а 1,25 мільйона євро сплатить муніципалітет Гааги.
Поліція не рекомендувала організовувати інші заходи в Нідерландах протягом першої половини 2025 року, в результаті чого велогонка Венендал-Венендал була скасована, проте Amstel Gold Race (найбільша шосейна велогонка в Нідерландах) відбудеться після переговорів між поліцією та Королівським нідерландським велосипедним союзом. Серед інших заходів, скасованих через саміт, — парад до Дня ветеранів.

## Учасники

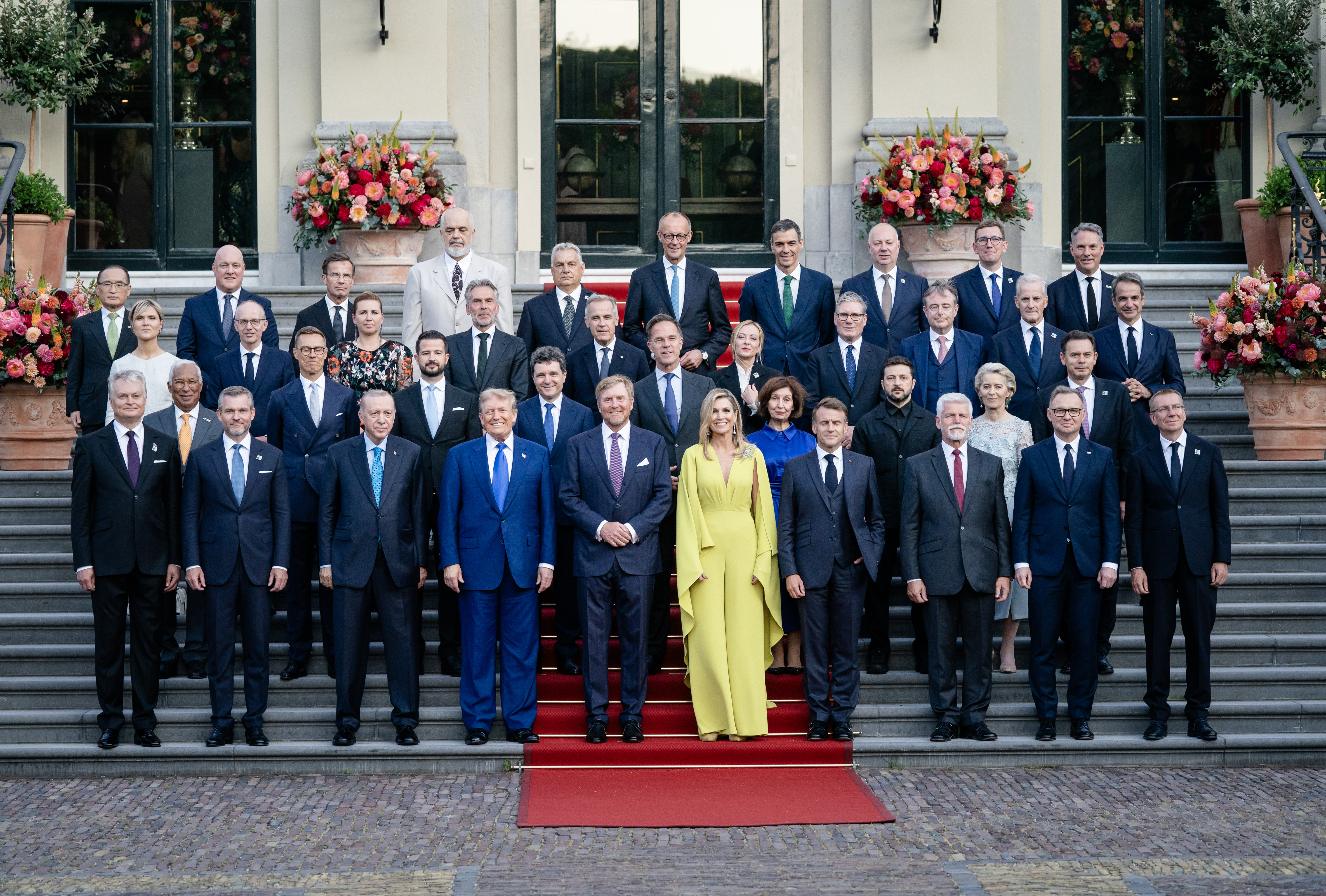
Учасники біля палацу Гейс-тен-Бос

| Країна             | Керівник делегації          | По                        | Ref.   |
| ------------------ | --------------------------- | ------------------------- | ------ |
| НАТО               | Марк Рютте                  | Генеральний секретар НАТО |        |
| Албанія            | Еді Рама                    | Прем'єр-міністр           |        |
| Бельгія            | Барт де Вевер               | Прем'єр-міністр           |        |
| Болгарія           | Росен Желязков              | Прем'єр-міністр           |        |
| Канада             | Марк Карні                  | Прем'єр-міністр           | [ 23 ] |
| Хорватія           | Зорян Миланович             | Президент                 |        |
| Чехія              | Петр Павел                  | Президент                 |        |
| Данія              | Метте Фредеріксен           | Прем'єр-міністр           |        |
| Естонія            | Крістен Міхал               | Прем'єр-міністр           |        |
| Фінляндія          | Александр Стубб             | Президент                 |        |
| Франція            | Емманюель Макрон            | Президент                 |        |
| Німеччина          | Фрідріх Мерц                | Канцлер                   |        |
| Греція             | Кіріакос Міцотакіс          | Прем'єр-міністр           |        |
| Угорщина           | Віктор Орбан                | Прем'єр-міністр           |        |
| Ісландія           | Кріструн Доттір             | Прем'єр-міністр           |        |
| Італія             | Джорджа Мелоні              | Прем'єр-міністр           |        |
| Латвія             | Едгарс Рінкевичс            | Президент                 |        |
| Литва              | Гітанас Науседа             | Президент                 |        |
| Люксембург         | Люк Фріден                  | Прем'єр-міністр           |        |
| Чорногорія         | Яков Мілатович              | Президент                 |        |
| (host)             | Дік Схоф                    | Прем'єр-міністр           |        |
| Північна Македонія | Гордана Силяновська-Давкова | President                 |        |
| Норвегія           | Йонас Гар Стере             | Прем'єр-міністр           |        |
| Польща             | Анджей Дуда                 | Президент                 |        |
| Португалія         | Луї Монтенегро              | Прем'єр-міністр           |        |
| Румунія            | Нікушор Дан                 | Президент                 |        |
| Словаччина         | Петер Пеллегріні            | Президент                 |        |
| Словенія           | Роберт Голоб                | Прем'єр-міністр           |        |
| Іспанія            | Педро Санчез                | Прем'єр-міністр           |        |
| Швеція             | Ульф Крістефсон             | Прем'єр-міністр           | [ 24 ] |
| Туреччина          | Реджеп Тайїп Ердоган        | Президент                 |        |
| Велика Британія    | Кір Стармер                 | Прем'єр-міністр           | [ 25 ] |
| США                | Дональд Трамп               | Президент                 | [ 26 ] |

### Запрошені країни— не члени НАТО
| Країна або організація | Запрошені            | Посада                      | Прим.         | Деталі    |
| ---------------------- | -------------------- | --------------------------- | ------------- | --------- |
| Австралія              | Ентоні Албанезе      | Прем'єр-міністр             | [ 27 ]        | Відсутній |
| Європейський Союз      | Антоніо Коста        | Голова Європейської Ради    | [ 28 ]        | Присутній |
| Європейський Союз      | Урсула фон дер Ляєн  | Голова Європейської Комісії | [ 28 ]        | Присутній |
| Японія                 | Шигеру Ішіба         | Прем'єр-міністр             | [ 29 ]        | Відсутній |
| Нова Зеландія          | Крістофер Люксон     | Прем'єр-міністр             | [ 30 ]        | Присутній |
| Південна Корея         | Лі Чже Мьон          | Президент                   | [ 31 ]        | Відсутній |
| Україна                | Володимир Зеленський | Президент                   | [ 28 ] [ 33 ] | Присутній |

## Нотатки
1. ↑  for 24 June official dinner only[32]